# 斑馬矮脂鯉
斑馬矮脂鯉（学名：Nannocharax zebra）為輻鰭魚綱脂鯉目琴脂鯉亞目複齒脂鯉科的其中一種，為熱帶淡水魚，其种加词“zebra”意为“有斑马状纹样的”。分布於非洲尼日河下游及十字河流域，體長可達4.1公分，棲息在底中層水域，生活習性不明。